# Christian Cappelen
Christian Cappelen   (Drammen, 26 de gener de 1845 - Christiania, 11 de maig de 1916) fou un organista i compositor noruec.

## Biografia
Christian Cappelen va néixer en la família del procurador del Tribunal Suprem Christian Dorph von Cappelen (1792-1875) i la seva segona esposa Alvilde Mathilde Dahl (1822-1895).
Va assistir a l'escola de llatinitat de Drammen i va estudiar el 1860-63 al Conservatori de Leipzig. Des del 1868 va ser organista a l'església de Strømsø; posteriorment, fou organista a l'església de Bragernes i el 1887–1916 a l'Església del Nostre Salvador (en noruec: Vår Frelsers kirke) a Kristiania (actual Catedral d'Oslo), càrrec que va ocupar fins a la seva mort el 1916. Va fer viatges amb beques a Leipzig, Dresden i Berlín. El 1890–1916 va ser professor del seminari teològic pràctic de la Universitat d'Oslo.
Christian Cappelen era un conegut compositor i va publicar cançons, peces per a piano, preludis d'orgue, cantates, etc. La seva melodia Min Herre har kalt megespecialment coneguda. Es considera que les seves composicions tenen un estil romàntic i es diu que va estar influït per Mendelssohn i Schumann.
Christian Cappelen també va fer molts concerts arreu del país i es va fer conegut per les seves improvisacions. Era francmaçó.
Es va casar amb Ragnhild Sofie Thrane el 1868. El matrimoni va tenir tres fills que, pel que sabem, no van seguir els passos del seu pare. Paul Thrane Cappelen es va convertir en capità d'un vaixell de vapor; Christiana es va casar amb un cònsol i Eleonore es va casar amb un capità d'un vaixell de vapor de Bergen. Entre els seus descendents hi ha l'arquitecte Paul Cappelen i el professor Paul Thrane Cappelen.